# Wark (Fluss)
Die Wark (luxemburgisch Waarkⓘ) ist ein Fluss in Luxemburg. Sie ist ein linker Zufluss der Alzette.

## Verlauf
Die Wark entspringt bei Grevels in der Gemeinde Wahl und mündet bei Ettelbrück in die Alzette. Der Fluss hat eine Länge von gut 28 km und fließt durch Mertzig, Feulen und Welscheid.

## Zuflüsse
- Fielserbaach (links)
- Bruchbach (links), 1,9 km
- Turelbach (links), 9,0 km
- Mechelbach (links), 5,2 km
- Fel (links), 6,1 km
- Feischterbach (links), 1,6 km
- Maisbich (links), 1,4 km
- Bach (links), 2,9 km
- Buurschterbaach (links)
- Huesebaach (links)
- Deifbaach (rechts)
- Holzbaach (rechts)